# Fos, Haute-Garonne
Fos là một xã thuộc tỉnh Haute-Garonne trong vùng Occitanie ở tây nam nước Pháp. Xã nằm ở khu vực có độ cao trung bình 543 mét trên mực nước biển.